# Port lotniczy Detroit
Port lotniczy Detroit – międzynarodowy port lotniczy położony 31 km na południowy zachód od Detroit, w stanie Michigan. Jest jednym z największych portów lotniczych w regionie. W 2006 obsłużył 35 985 867 pasażerów. Posiada 6 pasów startowych.

## Linie lotnicze i połączenia

### Edward H. McNamara Terminal
- Aeroméxico
  - Aeroméxico Connect (Monterrey) [od kwietnia 2008]
- Air France (Paryż-Charles de Gaulle)
- British Airways (Londyn-Heathrow)
- China Southern Airlines (Pekin)
- Continental Airlines (Houston-Intercontinental, Newark)
  - Continental Connection obsługiwane przez CommutAir (Cleveland)
  - Continental Express obsługiwane przez ExpressJet Airlines (Cleveland, Newark)
- Delta Air Lines (Atlanta, Honolulu [od 29 czerwca 2019][3], Salt Lake City)
  - Delta Connection obsługiwane przez Atlantic Southeast Airlines (Atlanta, Cincinnati)
  - Delta Connection obsługiwane przez Chautauqua Airlines (Cincinnati)
  - Delta Connection obsługiwane przez Comair (Cincinnati, Nowy Jork-JFK)
  - Delta Connection obsługiwane przez Shuttle America (Atlanta)
- KLM (Amsterdam) [od 30 marca]
- Lufthansa (Frankfurt)
- Northwest Airlines (Albany, Amsterdam, Anchorage [sezonowo], Atlanta, Baltimore/Waszyngton, Bermuda [sezonowo], Boston, Bozeman [sezonowo], Buffalo, Calgary [sezonowo], Cancún [sezonowo], Charlotte, Chicago-Midway, Chicago-O’Hare, Cleveland, Columbus, Cozumel [sezonowo], Dallas/Fort Worth, Denver, Düsseldorf, Flint, Fort Lauderdale, Fort Myers, Frankfurt, Grand Cayman [sezonowo], Grand Rapids, Green Bay, Harrisburg, Hartford, Houston-Intercontinental, Indianapolis, Ixtapa/Zihuatanejo [sezonowo], Jackson Hole [sezonowo], Jacksonville, Kalamazoo, Kansas City, Lansing, Las Vegas, Londyn-Gatwick, Londyn-Heathrow [od 1 maja], Los Angeles, Louisville, Madison, Manchester (NH), Manila, Mazatlan [sezonowo], Memphis, Meksyk, Miami, Milwaukee, Minneapolis/St. Paul, Montego Bay, Montréal, Myrtle Beach [sezonowo], Nagoja-Centrair, Nashville, Nassau [sezonowo], Nowy Orlean [sezonowo], Nowy Jork-JFK, Nowy Jork-LaGuardia, Newark, Norfolk, Orlando, Osaka-Kansai, Paryż-Charles de Gaulle, Filadelfia, Phoenix, Pittsburgh, Portland (ME), Portland (OR), Providence, Puerto Vallarta [sezonowo], Raleigh/Durham, Rochester (NY), Saginaw, Salt Lake City, Savannah, San Antonio, San Diego, San Francisco, San Juan, Sarasota/Bradenton [sezonowo], Seattle/Tacoma, Szanghaj-Pudong, St. Louis, St. Thomas [sezonowo], Syracuse, Tajpej-Taiwan Taoyuan, Tampa, Traverse City, Tokio-Narita, Toronto-Pearson, Vancouver [sezonowo], Waszyngton-Dulles, Waszyngton-Reagan, West Palm Beach)
  - Northwest Airlink obsługiwane przez Compass Airlines (Cleveland, Monterrey)
  - Northwest Airlink obsługiwane przez Mesaba Airlines (Akron/Canton, Allentown, Alpena, Appleton, Austin, Binghamton, Bloomington/Normal, Blountville/Tri-Cities, Champaign/Urbana, Charleston (WV), Charlottesville, Cleveland, Dayton, Elmira, Erie, Flint, Fort Wayne, Grand Rapids, Green Bay, Ithaca, Kalamazoo, Kitchener/Waterloo, Latrobe, London (ON), Marquette, Milwaukee, Muskegon, Nowy Orlean [sezonowo], Pellston, Roanoke, Saginaw, Sault Sainte Marie, Savannah, South Bend, State College, Toledo, Traverse City, Wausau, Wilkes-Barre/Scranton)
  - Northwest Airlink obsługiwane przez Pinnacle Airlines (Akron/Canton, Appleton, Asheville, Bangor, Binghamton, Birmingham (AL), Burlington (VT), Cedar Rapids/Iowa City, Charleston (SC), Charlottesville, Charlottetown [sezonowo], Cincinnati, Cleveland, Columbia, Columbus, Dayton, Des Moines, Duluth, Elmira, Erie, Evansville, Fayetteville (AR), Fort Wayne, Grand Rapids, Greensboro, Greenville/Spartanburg, Halifax [sezonowo], Harrisburg, Hartford, Huntsville, Indianapolis, Jackson, Kalamazoo, Kansas City, Knoxville, Lansing, Lexington, Lincoln, Little Rock, Moline/Quad Cities, Myrtle Beach [sezonowo], Nashville, Newburgh, Oklahoma City, Omaha, Ottawa, Peoria, Filadelfia, Pittsburgh, Portland (ME), Quebec City, Richmond, Roanoke, Rochester (MN), Shreveport, South Bend, Springfield (MO), Traverse City, Tulsa, Wausau, White Plains, Wilkes-Barre/Scranton, Winnipeg [sezonowo])
- Royal Jordanian (Amman)

### Terminal L. C. Smith
- Air Canada
  - Air Canada Jazz (Toronto-Pearson)
- AirTran Airways (Atlanta, Fort Lauderdale, Fort Myers [sezonowo], Orlando, Sarasota/Bradenton [sezonowo], Tampa [od 14 lutego])
- American Airlines (Chicago-O’Hare, Dallas/Fort Worth, Miami)
  - American Eagle Airlines (Chicago-O’Hare, Nowy Jork-LaGuardia)
- Frontier Airlines (Denver)
- Southwest Airlines (Baltimore/Waszyngton, Chicago-Midway, Nashville, Orlando, Phoenix, St. Louis)
- Spirit Airlines (Atlantic City, Cancún, Fort Lauderdale, Fort Myers, Las Vegas, Los Angeles, Myrtle Beach, Nowy Jork-LaGuardia, Orlando, Tampa, West Palm Beach [sezonowo])
- United Airlines (Chicago-O’Hare, Denver)
  - United Express obsługiwane przez Mesa Airlines (Waszyngton-Dulles)
  - United Express obsługiwane przez SkyWest (Chicago-O’Hare)
- US Airways (Charlotte, Las Vegas, Filadelfia, Phoenix)
  - US Airways Express obsługiwane przez Air Wisconsin (Filadelfia, Waszyngton-Reagan)
  - US Airways Express obsługiwane przez Mesa Airlines (Charlotte)
  - US Airways Express obsługiwane przez PSA Airlines (Charlotte)
  - US Airways Express obsługiwane przez Republic Airlines (Filadelfia, Waszyngton-Reagan)

### Terminal Północny
- Air Canada
- AirTran Airways
- American Airlines
- Frontier Airlines
- Lufthansa
- Royal Jordanian
- Southwest Airlines
- Spirit Airlines
- United Airlines
- USA3000 Airlines
- US Airways